# Protoribates souchnaiensis
Protoribates souchnaiensis är en kvalsterart som beskrevs av Abdel-Hamid 1964. Protoribates souchnaiensis ingår i släktet Protoribates och familjen Protoribatidae. Inga underarter finns listade i Catalogue of Life.